# Sainte-Honorine-du-Fay
Pour les articles homonymes, voir Sainte-Honorine.
Sainte-Honorine-du-Fay est une commune française, située dans le département du Calvados en région Normandie.

## Géographie

### Localisation

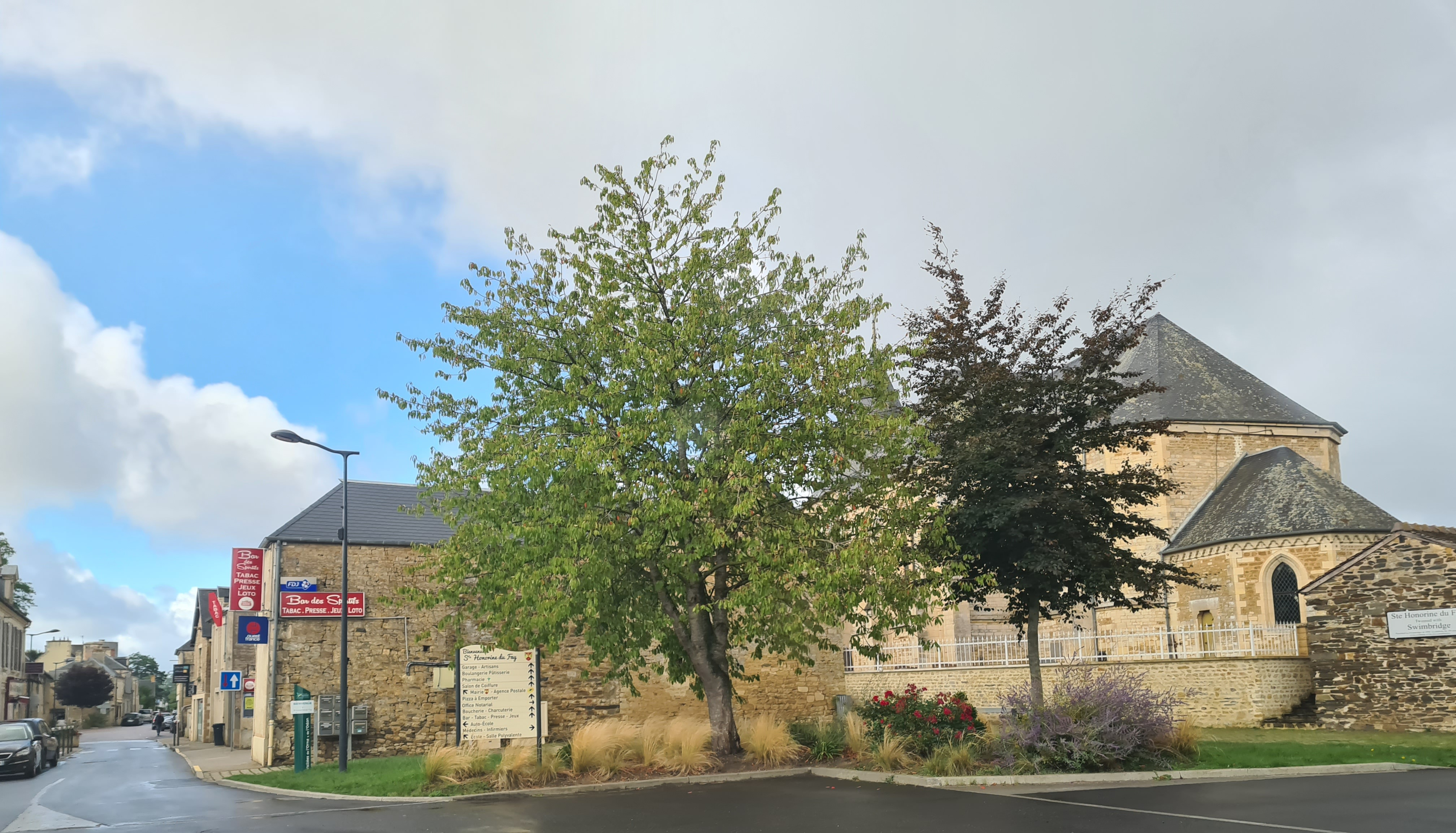
L'entrée du bourg

Sainte-Honorine-du-Fay' est un bourg périurbain de la plaine de Caen, situé à vol d'oiseau à 15 km au sud-ouest de Caen, 29 km au nord-ouest de Falaise, 38 km au nord-est de Vire-Normandie et 44 km à l'est de Saint-Lô.
La commune se trouve dans l'aire d'attraction de Caen ainsi que dans sa zone d'emploi, et dans le bassin de vie d'Évrecy.

### Communes limitrophes
Les communes limitrophes sont  Grimbosq, Maisoncelles-sur-Ajon, Maizet, Montillières-sur-Orne, Préaux-Bocage, Vacognes-Neuilly et Évrecy.
| Évrecy, Vacognes-Neuilly | Évrecy                     | Maizet   |
| Vacognes-Neuilly         | Sainte-Honorine-du-Fay     | Maizet   |
| Maisoncelles-sur-Ajon    | Préaux-Bocage, Trois-Monts | Grimbosq |

### Géologie et relief
La superficie de la commune est de 7,56 km2 ; son altitude varie de 10  à   156 mètres.

### Hydrographie
La commune est située dans le bassin Seine-Normandie. Elle est drainée par l'Orne, la Guigne, le ruisseau de Flagy, le fossé 01 du Val Enault et le ruisseau de la Planquette,,.
L'Orne, d'une longueur de 170 km, prend sa source dans la commune d'Aunou-sur-Orne et se jette  dans l'embouchure de l'Orne à Merville-Franceville-Plage, après avoir traversé 60 communes. Les caractéristiques hydrologiques de l'Orne sont données par la station hydrologique située sur la commune de Grimbosq. Le débit moyen mensuel est de 20,8 m3/s. Le débit moyen journalier maximum est de 240 m3/s, atteint lors de la crue du 4 février 2021. Le débit instantané maximal est quant à lui de 257 m3/s, atteint le même jour.
La Guigne, d'une longueur de 11 km, prend sa source dans la commune de Vacognes-Neuilly et se jette  dans l'Orne à Laize-Clinchamps, après avoir traversé huit communes. 

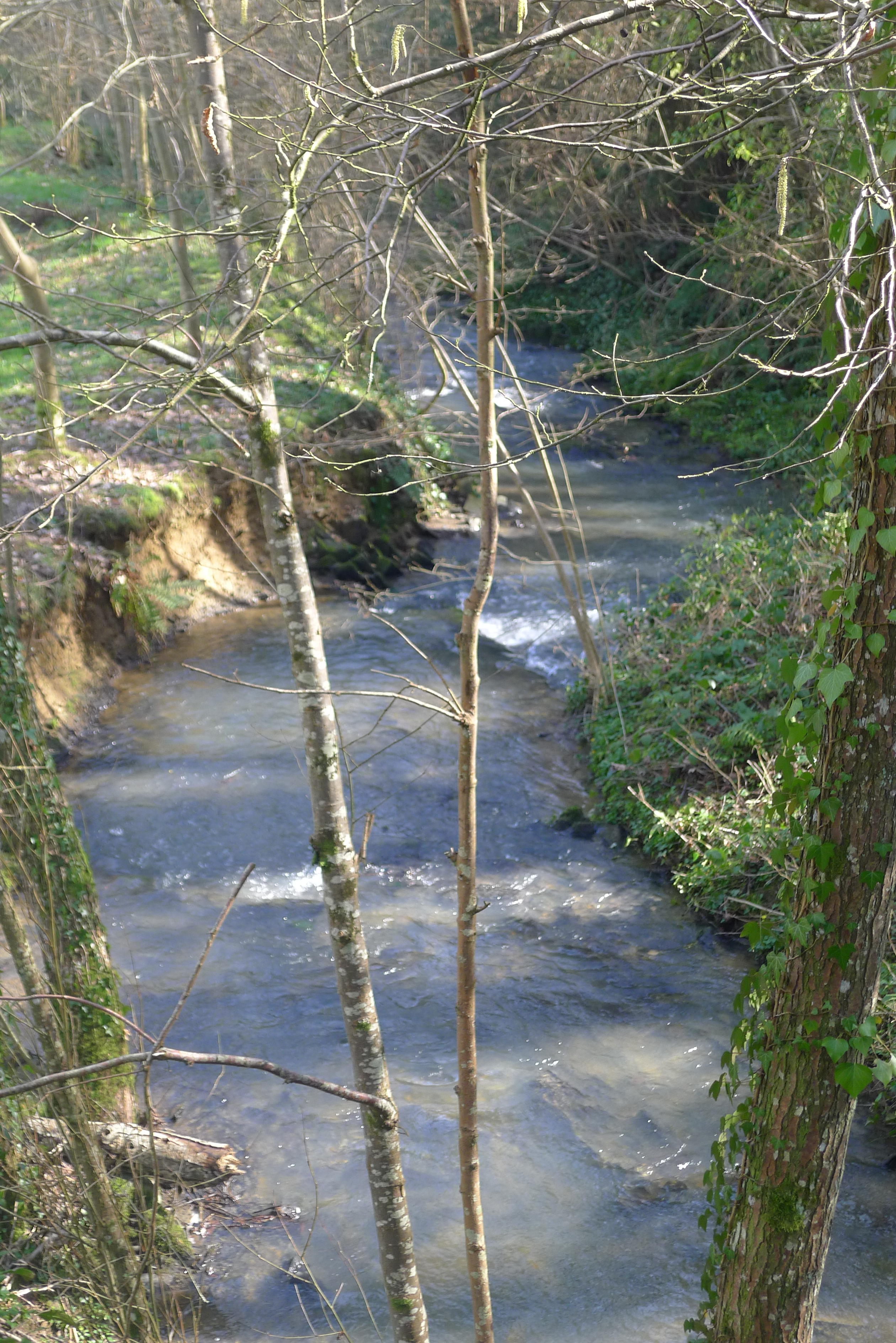
Le Flagy.
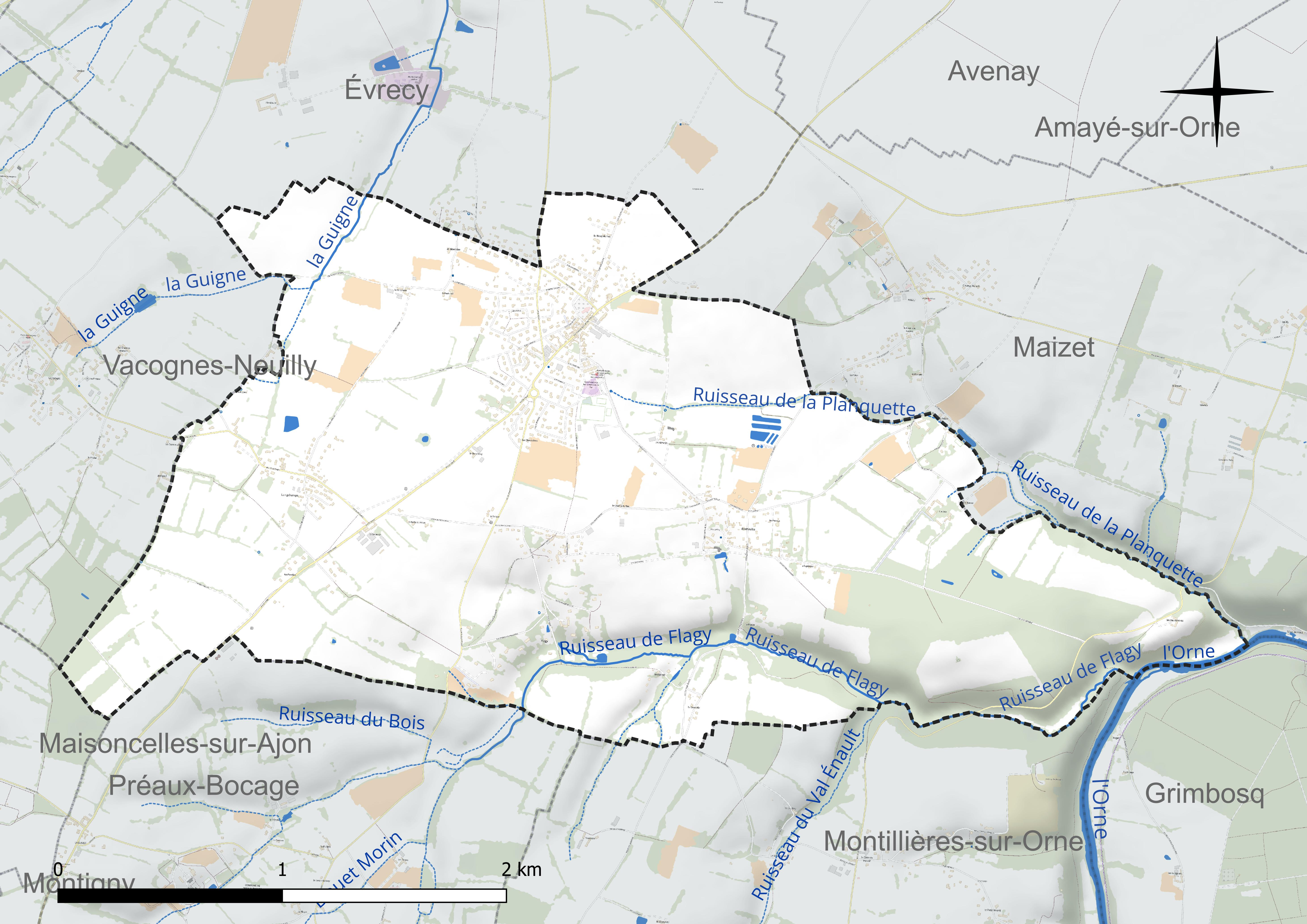
Réseau hydrographique de Sainte-Honorine-du-Fay.

### Climat
Pour des articles plus généraux, voir Climat de la Normandie et Climat du Calvados.
En 2010, le climat de la commune est de type climat océanique franc, selon une étude du CNRS s'appuyant sur une série de données couvrant la période 1971-2000. En 2020, Météo-France publie une typologie des climats de la France métropolitaine dans laquelle la commune est exposée à un climat océanique et est dans la région climatique Normandie (Cotentin, Orne), caractérisée par une pluviométrie relativement élevée (850 mm/a) et un été frais (15,5 °C) et venté. Parallèlement le GIEC normand, un groupe régional d'experts sur le climat, différencie quant à lui, dans une étude de 2020, trois grands types de climats pour la région Normandie, nuancés à une échelle plus fine par les facteurs géographiques locaux. La commune est, selon ce zonage, exposée à un « climat contrasté des collines », correspondant au Bocage normand, bien arrosé, voire très arrosé sur les reliefs les plus exposés au flux d'ouest, et frais en raison de l'altitude.
Pour la période 1971-2000, la température annuelle moyenne est de 10,4 °C, avec  une amplitude thermique annuelle de 12,2 °C. Le cumul annuel moyen de précipitations est de 804 mm, avec 12,6 jours de précipitations en janvier et 7,9 jours en juillet. Pour la période 1991-2020, la température moyenne annuelle observée sur la station météorologique la plus proche, située sur la commune de Fresney-le-Vieux à 11 km à vol d'oiseau, est de 10,8 °C et le cumul annuel moyen de précipitations est de 826,3 mm,. Pour l'avenir, les paramètres climatiques de la commune estimés pour 2050 selon différents scénarios d'émission de gaz à effet de serre sont consultables sur un site dédié publié par Météo-France en novembre 2022.

## Urbanisme

### Typologie
Au 1er janvier 2024, Sainte-Honorine-du-Fay est catégorisée bourg rural, selon la nouvelle grille communale de densité à 7 niveaux définie par l'Insee en 2022.
Elle est située hors unité urbaine. Par ailleurs la commune fait partie de l'aire d'attraction de Caen, dont elle est une commune de la couronne,. Cette aire, qui regroupe 296 communes, est catégorisée dans les aires de 200 000 à moins de 700 000 habitants,.

### Occupation des sols

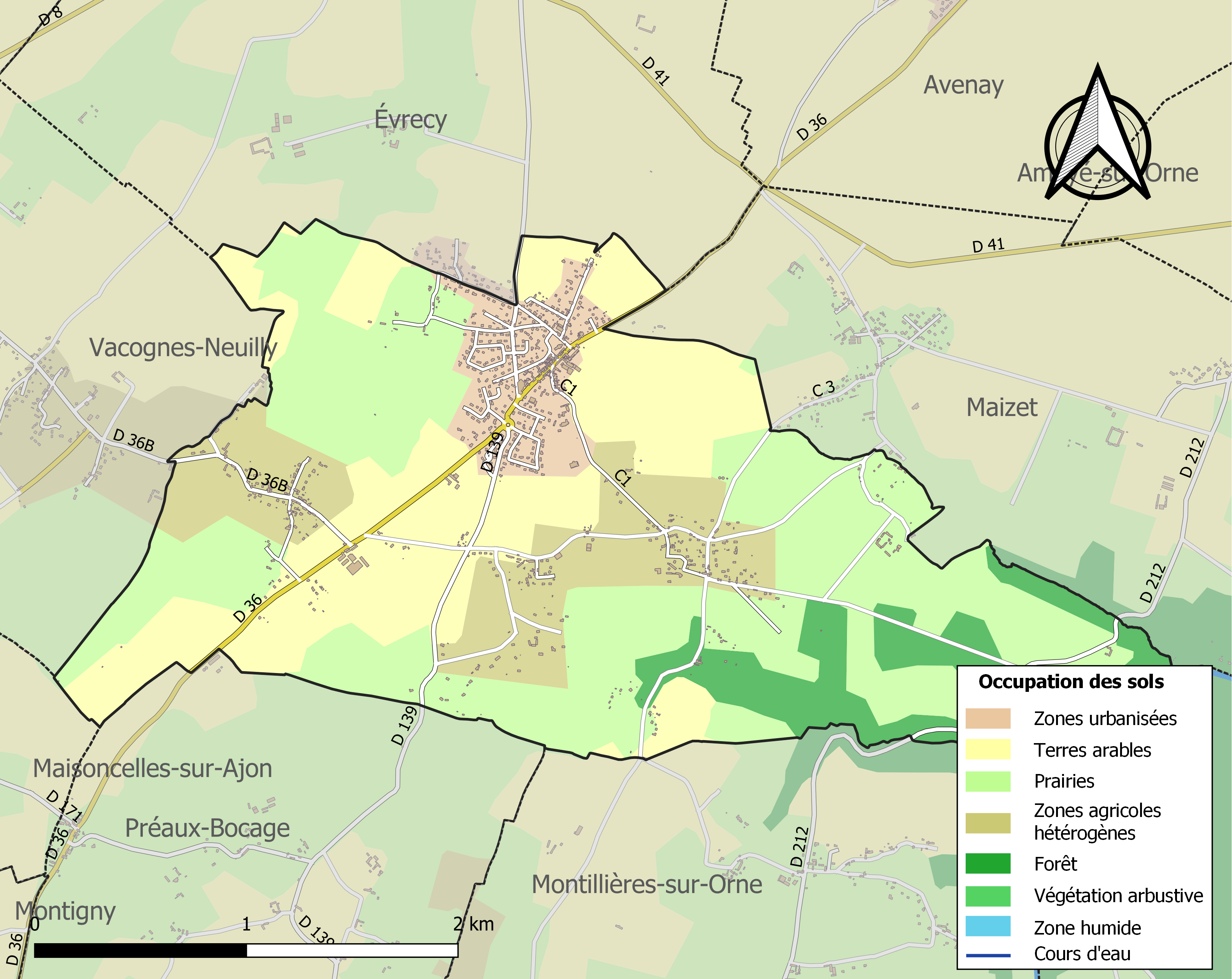
Carte des infrastructures et de l'occupation des sols de la commune en 2018 (CLC).

L'occupation des sols de la commune, telle qu'elle ressort de la base de données européenne d'occupation biophysique des sols Corine Land Cover (CLC), est marquée par l'importance des territoires agricoles (83,2 % en 2018), en diminution par rapport à 1990 (86,3 %).
La répartition détaillée en 2018 est la suivante : prairies (40,4 %), terres arables (27,5 %), zones agricoles hétérogènes (15,2 %), forêts (10,1 %), zones urbanisées (6,8 %).
L'évolution de l'occupation des sols de la commune et de ses infrastructures peut être observée sur les différentes représentations cartographiques du territoire : la carte de Cassini (XVIIIe siècle), la carte d'état-major (1820-1866) et les cartes ou photos aériennes de l'IGN pour la période actuelle (1950 à aujourd'hui).

### Habitat et logement
En 2021, le nombre total de logements dans la commune était de 550, alors qu'il était de 516 en 2016 et de 492 en 2011.
Parmi ces logements, 94,7 % étaient des résidences principales, 1,8 % des résidences secondaires et 3,5 % des logements vacants. Ces logements étaient pour 96,9 % d'entre eux des maisons individuelles et pour 2,8 % des appartements.
Le tableau ci-dessous présente la typologie des logements à Sainte-Honorine-du-Fay en 2021 en comparaison avec celle du Calvados et de la France entière. Une caractéristique marquante du parc de logements est ainsi la faible proportion des résidences secondaires et logements occasionnels (1,8 %) par rapport au département (17,8 %) et à la France entière (9,7 %).
| Typologie                                               | Sainte-Honorine-du-Fay | Calvados | France entière |
| ------------------------------------------------------- | ---------------------- | -------- | -------------- |
| Résidences principales (en %)                           | 94,7                   | 75,5     | 82,2           |
| Résidences secondaires et logements occasionnels (en %) | 1,8                    | 17,8     | 9,7            |
| Logements vacants (en %)                                | 3,5                    | 6,6      | 8,1            |

## Toponymie

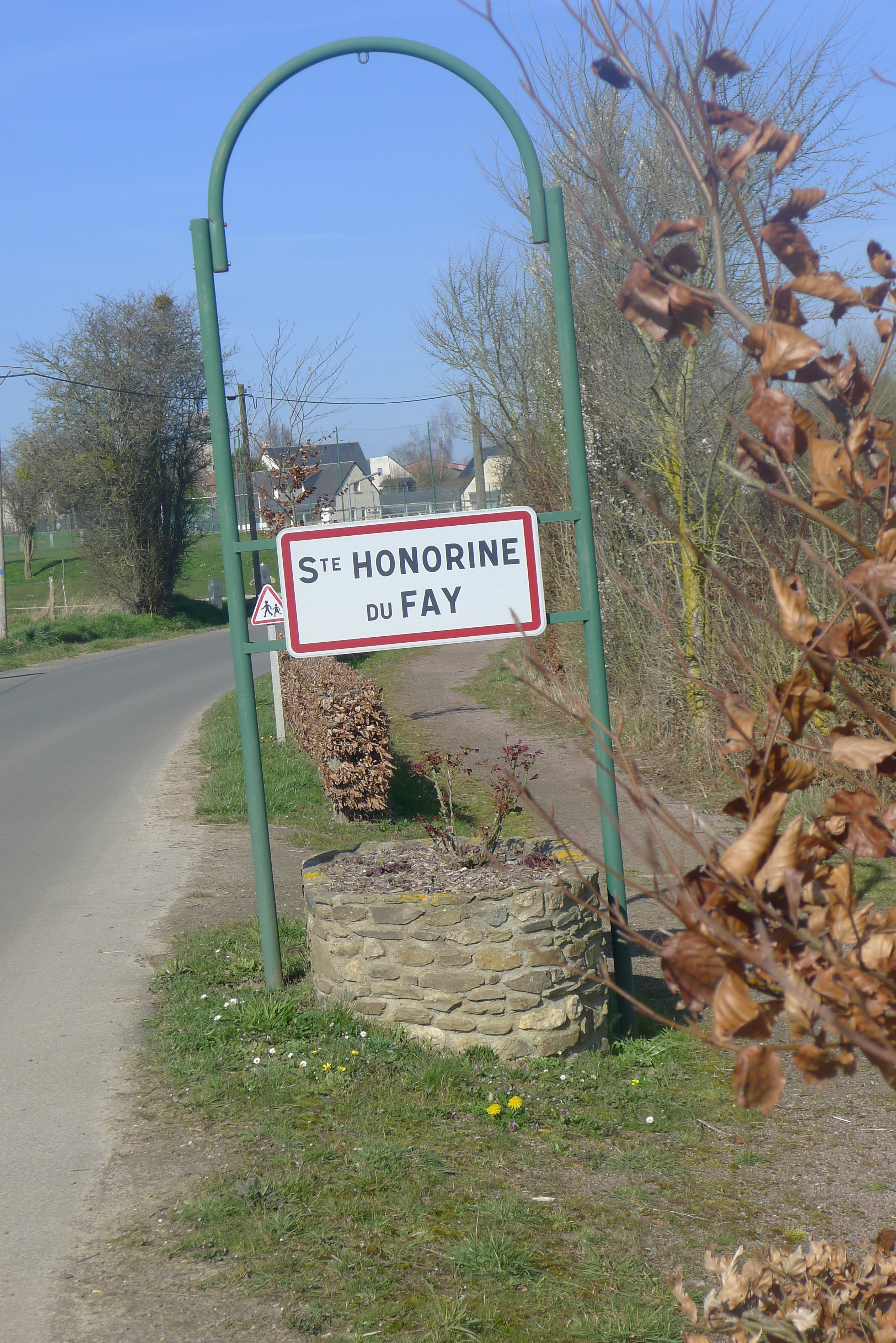

Le nom de la localité est attesté sous la forme Sancta Honorina de Fayaco au  XIVe siècle.
Sainte Honorine est une martyre chrétienne de la fin du IIIe siècle. Son tombeau se trouve à Graville.
Fay : du latin fagea (hêtre), au sens de hêtraie, c'est-à-dire un endroit planté de bois de hêtres, nom de domaine devenu patronyme.
Le gentilé est Fayacain.

## Politique et administration

### Rattachements administratifs et électoraux

#### Rattachements administratifs
La commune se trouve dans l'arrondissement de Caen du département du Calvados.
Elle faisait partie depuis 1793 du canton d'Évrecy. Dans le cadre du redécoupage cantonal de 2014 en France, cette circonscription administrative territoriale a disparu, et le canton n'est plus qu'une circonscription électorale.

#### Rattachements électoraux
Pour les élections départementales, la commune fait partie depuis 2014 d'un nouveau  canton d'Évrecy porté de 26 à 32 communes.
Pour l'élection des députés, elle fait partie de la sixième circonscription du Calvados.

### Intercommunalité
Sainte-Honorine-du-Fay était membre de la communauté de communes Évrecy-Orne-Odon, un établissement public de coopération intercommunale (EPCI) à fiscalité propre créé fin 2001 et auquel la commune avait transféré un certain nombre de ses compétences, dans les conditions déterminées par le code général des collectivités territoriales.
Dans le cadre des dispositions de la loi portant nouvelle organisation territoriale de la République du 7 août 2015, qui prévoit que les établissements publics de coopération intercommunale (EPCI) à fiscalité propre doivent avoir un minimum de 15 000 habitants, cette intercommunalité a fusionné avec la communauté de communes de la Vallée de l'Orne pour former, le 1er janvier 2017, la communauté de communes Vallées de l'Orne et de l'Odon, dont est désormais membre la commune.

### Liste des maires
| Période                                  | Période                       | Identité         | Étiquette | Qualité                            |
| ---------------------------------------- | ----------------------------- | ---------------- | --------- | ---------------------------------- |
| Les données manquantes sont à compléter. |                               |                  |           |                                    |
|                                          |                               |                  |           |                                    |
| mars 1983                                | juin 1995                     | Gabriel Thépaut  |           | Directeur de l'école (1961 → 1989) |
| juin 1995                                | mars 2008                     | Alain Mauger     |           | Technicien agricole                |
| mars 2008                                | avril 2014                    | Noël Vautier     |           |                                    |
| avril 2014                               | mai 2020                      | Colette Legoupil | SE        | Retraitée (ressources humaines)    |
| mai 2020                                 | En cours (au 22 octobre 2024) | Alain Mauger     | SE        | Retraité                           |

## Population et société

### Démographie
L'évolution du nombre d'habitants est connue à travers les recensements de la population effectués dans la commune depuis 1793. Pour les communes de moins de 10 000 habitants, une enquête de recensement portant sur toute la population est réalisée tous les cinq ans, les populations de référence des années intermédiaires étant quant à elles estimées par interpolation ou extrapolation. Pour la commune, le premier recensement exhaustif entrant dans le cadre du nouveau dispositif a été réalisé en 2005.

En 2022, la commune comptait 1 333 habitants, en évolution de −0,82 % par rapport à 2016 (Calvados : +1,58 %, France hors Mayotte : +2,11 %).
| 1793 | 1800 | 1806 | 1821 | 1831 | 1836 | 1841 | 1846 | 1851 |
| ---- | ---- | ---- | ---- | ---- | ---- | ---- | ---- | ---- |
| 771  | 611  | 818  | 785  | 728  | 803  | 769  | 800  | 704  |

| 1856 | 1861 | 1866 | 1872 | 1876 | 1881 | 1886 | 1891 | 1896 |
| ---- | ---- | ---- | ---- | ---- | ---- | ---- | ---- | ---- |
| 740  | 770  | 750  | 728  | 663  | 678  | 671  | 643  | 623  |

| 1901 | 1906 | 1911 | 1921 | 1926 | 1931 | 1936 | 1946 | 1954 |
| ---- | ---- | ---- | ---- | ---- | ---- | ---- | ---- | ---- |
| 586  | 588  | 603  | 514  | 422  | 405  | 410  | 422  | 438  |

| 1962 | 1968 | 1975 | 1982 | 1990  | 1999  | 2005  | 2006  | 2010  |
| ---- | ---- | ---- | ---- | ----- | ----- | ----- | ----- | ----- |
| 427  | 495  | 644  | 927  | 1 065 | 1 085 | 1 125 | 1 151 | 1 306 |

| 2015  | 2020  | 2022  | - | - | - | - | - | - |
| ----- | ----- | ----- | - | - | - | - | - | - |
| 1 332 | 1 341 | 1 333 | - | - | - | - | - | - |

### Manifestations culturelles et festivités
- Foire aux greniers annuelle fin septembre[22].

## Culture locale et patrimoine

### Lieux et monuments

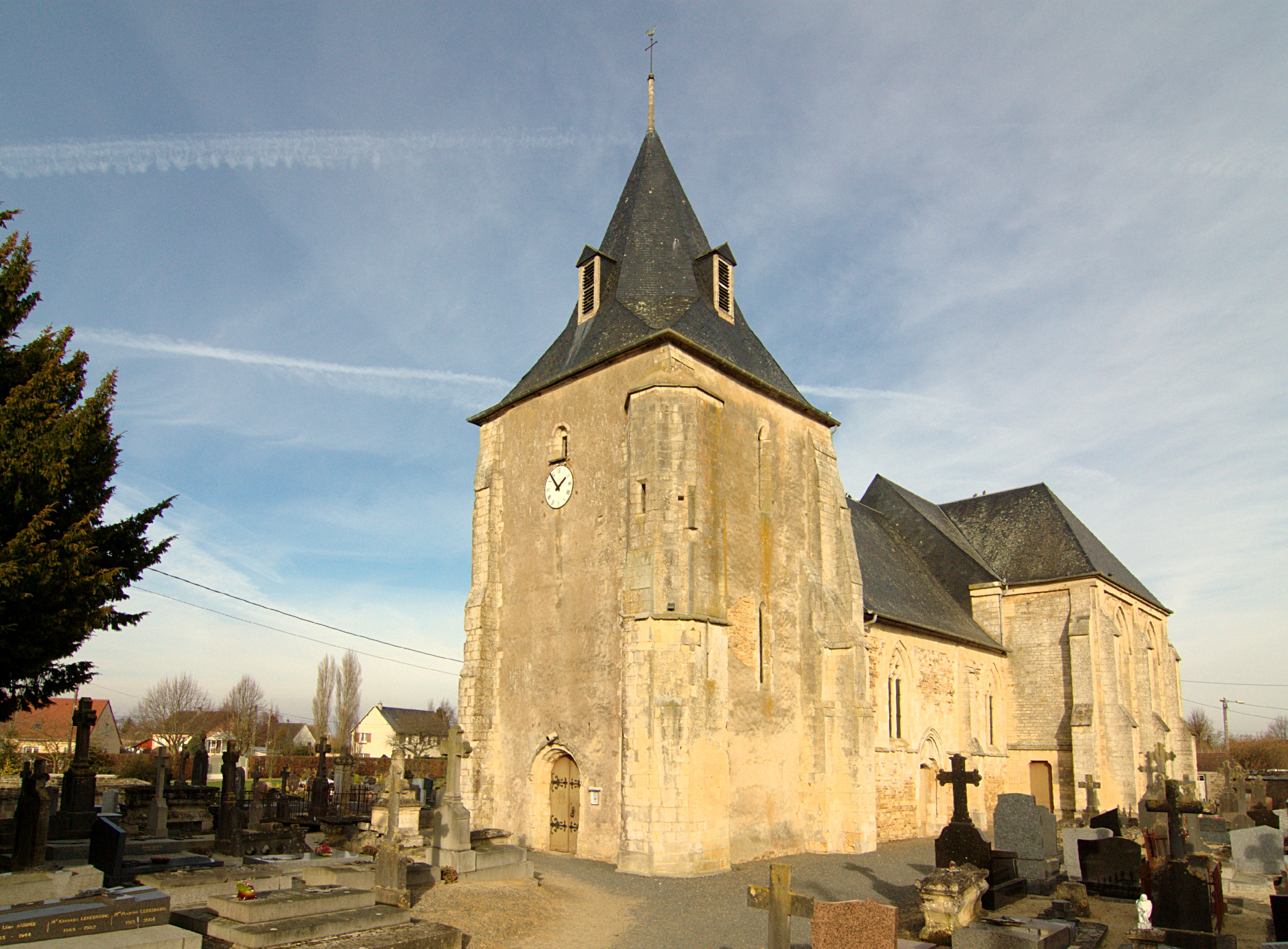
L'église.
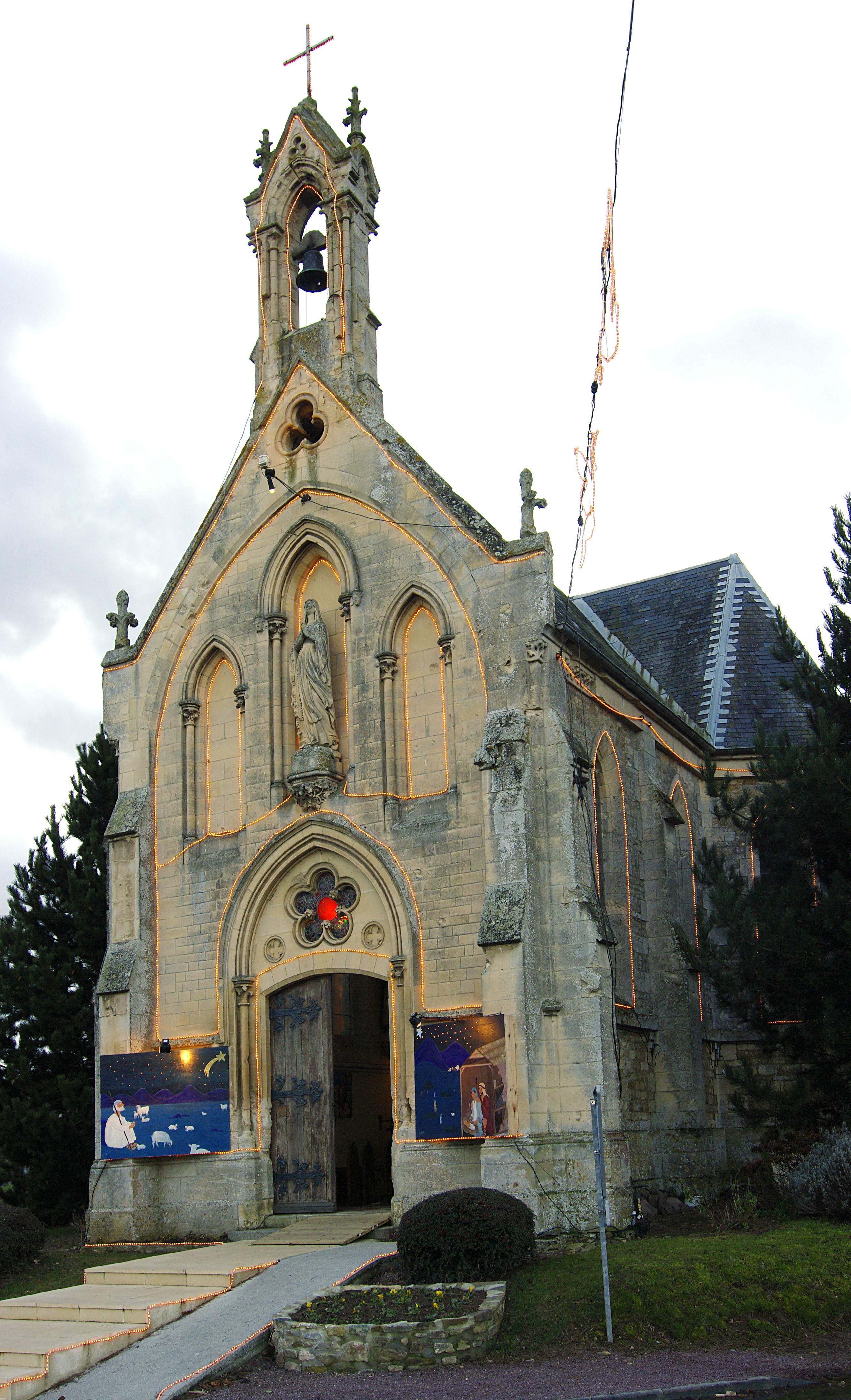
Chapelle de la Jalousie.
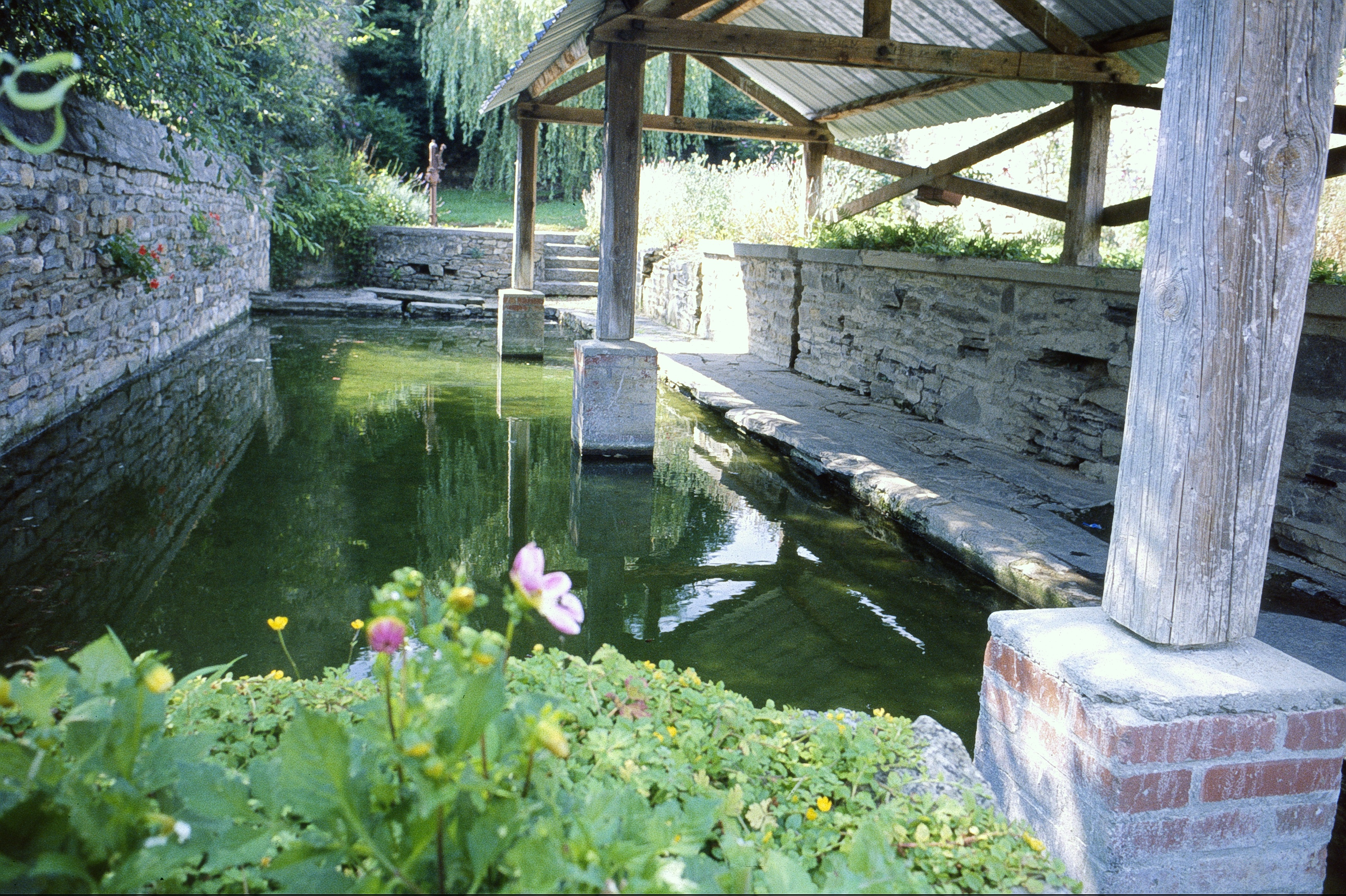
Le lavoir du hameau de Bretteville.
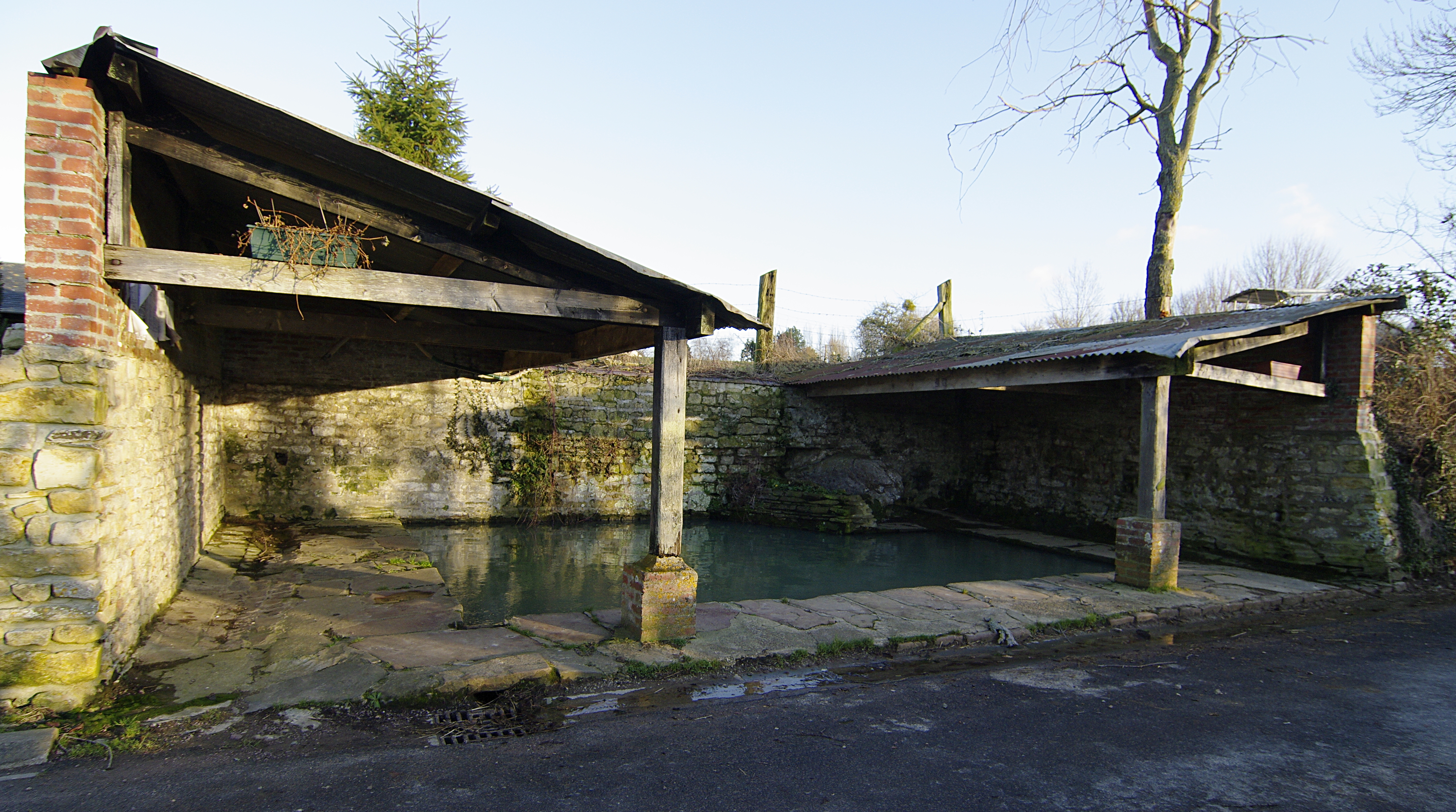
Lavoir au lieu-dit le Homme.

### Personnalités liées à la commune
- Jack Mutel (1935-), artiste-peintre, résident de la commune.

### Héraldique
| Blason de Sainte-Honorine-du-Fay | Blason  | Écartelé en sautoir : au 1er de gueules aux deux léopards d'or l'un sur l'autre, au 2e d'or aux deux bloquets de dentellière de sable posés en chevron surmontés d'une branche de hêtre feuillée de deux pièces et fruitée d'une pièce, le tout de sinople, au 3e d'or à la croix de guerre de 1939-1945 au naturel surmontée d'une lettre « H » capitale de sable, au 4e de gueules à la rose des vents d'or. |
| Blason de Sainte-Honorine-du-Fay | Détails | Les deux léopards d'or sur champ de gueules rappellent les armes de la Normandie. |

## Pour approfondir